# 43112609
43112609是43112608與43112610之間的自然數。

## 數的性質
- 43112609是質數，也是第47個梅森質數的指數（2008年發現）
- 43112609是索菲·熱爾曼質數，在所有51個梅森質數的指數當中，只有8個是索菲·熱爾曼質數。